# Warsztat tkacki

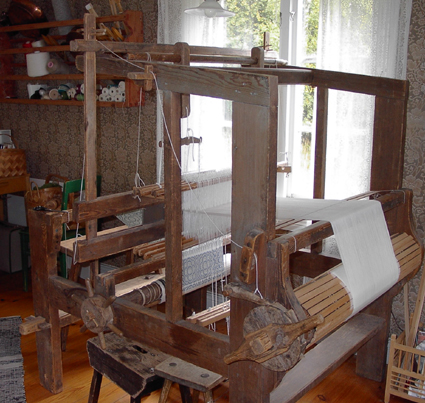
Poziomy warsztat tkacki - widok od strony osnowy

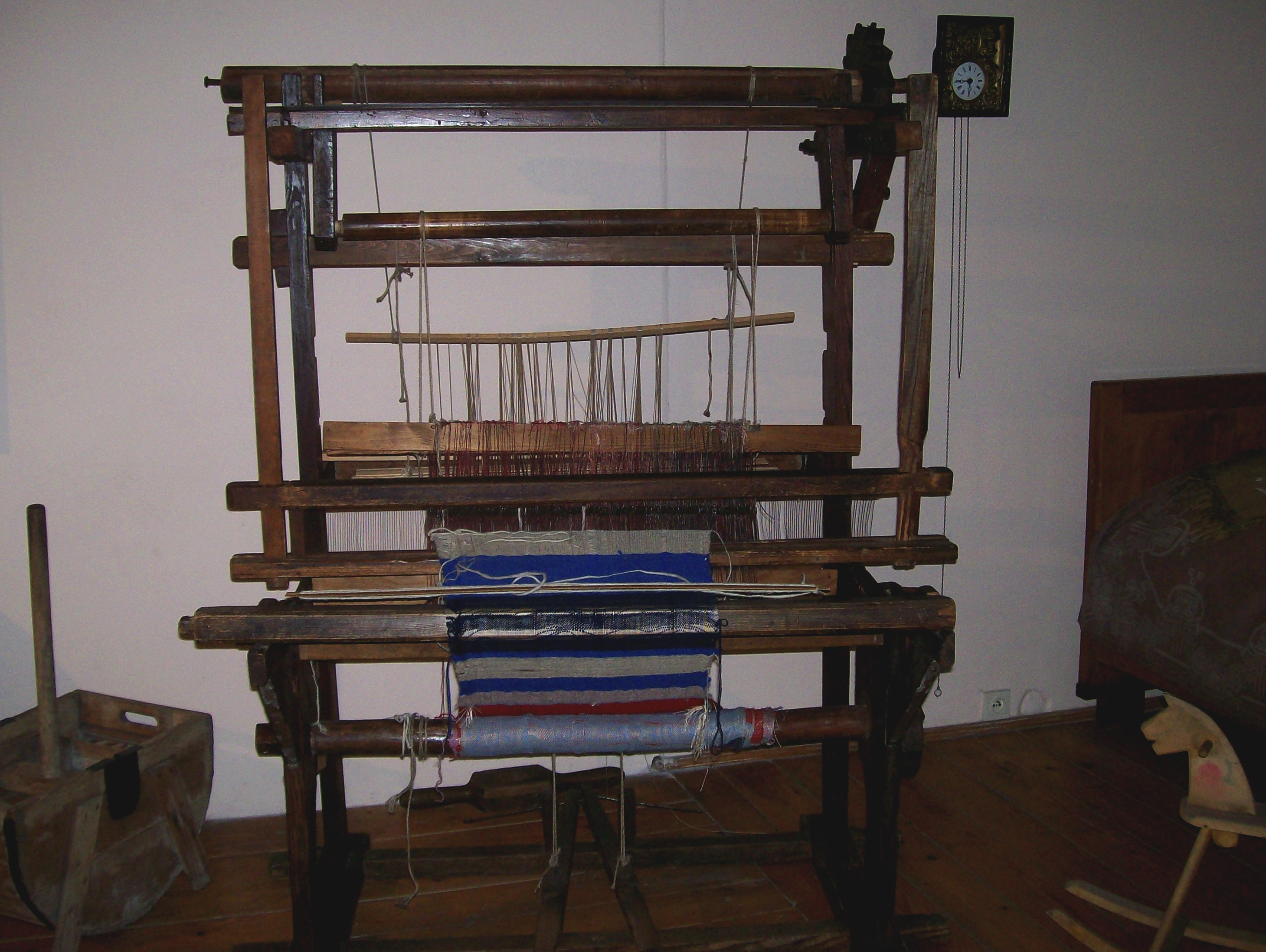
warsztat tkacki w Muzeum Zagłębia w Będzinie

Warsztat tkacki – proste urządzenie do wytwarzania tkanin nazywane również krosnem ręcznym. 
Wszystkie czynności konieczne do wytworzenia tkaniny wykonywane są ręcznie przez tkacza. Podczas obsługi warsztatu tkackiego tkacz używa rąk do wprowadzania wątku w przesmyk i przybijaniu (dociskaniu) go do krawędzi tkaniny, oraz nóg do zmiany przesmyku. Po utworzeniu kilkunastu centymetrów tkaniny tkacz musi zwolnić zapadkę na wałku osnowowym i obrócić go o kilka stopni, następnie nawinąć tkaninę na wałek tkaninowy i odpowiednio ją naprężyć. Ze względu na to, że wszystkie czynności wykonywane są ręcznie, obecnie warsztat tkacki często nazywa się krosnem ręcznym.

## Rozwój konstrukcji
Trudno określić datę powstania pierwszej tkaniny, ale prawdopodobnie pierwsze wyroby przypominające tkaniny powstawały już ponad 7500 lat temu. Warsztaty miały wówczas prymitywną formę. Były to dwa pionowe słupy, do których w górnej części przymocowana była pozioma belka. Do tej belki przywiązywano pasma skórzanych rzemieni, lian lub łyka, które stanowiły osnowę, obciążając je w dolnej części kamieniami. Pomiędzy tymi elementami przeplatano podobny materiał (wątek), uzyskując wyroby przypominające tkaninę. Poważną trudność sprawiało wprowadzanie wątku. Przeplatano wątek pod pierwszą nitką osnowy, następnie nad drugą, pod trzecią itd. Wątek przeplatany był więc pod nieparzystymi i nad parzystymi nitkami osnowy. W kierunku przeciwnym sposób przeplatania był odwracany i w ten sposób powstawała tkanina w najbardziej popularnym splocie płóciennym. Wyroby te nie miały jednak wszystkich cech tkaniny, ponieważ ich długość ograniczona była do kilkudziesięciu centymetrów. Dopiero opanowanie przędzenia umożliwiło dalszy rozwój tkactwa.
Przędzenie pierwotnie odbywało się ręcznie przy użyciu bardzo prymitywnych narzędzi: kądzieli i wrzeciona. Powstanie ok. XI wieku kołowrotka pozwoliło przyspieszyć proces przędzenia i uzyskać przędzę lepszej jakości – bardziej równomierną.  Opanowanie techniki przędzenia pozwoliło na wykonanie osnów o znacznej długości nawijanych na wał osnowowy, co z kolei umożliwiło tworzenie wyrobów mających już wszystkie cechy tkaniny. 
Innym ułatwieniem było wynalezienie tzw. bardka. Umożliwiało ono tworzenie przesmyku, a więc znacznie ułatwiało wprowadzanie wątku i przyspieszało proces tkania. Poprawił się również wygląd tkaniny. Na drewnianej konstrukcji (ramie) zamocowane były dwa wałki: na jednym była nawinięta osnowa, na drugim nawijano utworzoną tkaninę. Pomiędzy tymi wałkami umieszczone było bardko, przez które przewlekano nitki osnowy. Wątek przybijano najpierw cienką listwą, później wielozębnym grzebieniem. Tą techniką można było wykonywać wyroby o dość niewielkich wymiarach poprzecznych – taśmy. Szerokość uzyskiwanego wyrobu ograniczała konstrukcja bardka. Technikę tę stosuje się do dziś w produkcji wyrobów ludowych zwanych krajkami.
Dopiero wykonanie prostej struny nicielnicowej z mocnego cienkiego sznurka pozwoliło na zbudowanie nicielnic, które wykonywane były w postaci ram o znacznej objętości (liczba strun), co umożliwiało wykonywanie tkanin o dowolnej szerokości. Sznurkowe struny impregnowane były olejem lnianym lub (pokostem). Był to układ najczęściej występujący w typowym warsztacie tkackim. Później sznurkowe struny zastąpiono metalowymi, takimi samymi jak w krosnach mechanicznych.
W ten sposób powstał poziomy warsztat tkacki, który był pierwowzorem późniejszych krosien tkackich. Dzięki nicielnicom powstał prosty mechanizm przesmykowy, ale wątek wprowadzano nadal przekładając czółenko przez przesmyk ręcznie. W roku 1733 John Kay skonstruował urządzenie, które częściowo zmechanizowało proces wprowadzania wątku do przesmyku. Był to pierwszy mechanizm przerzutowy, znacznie przyspieszający proces tkania. Mechanizm ten napędzany był ręcznie przez tkacza za pomocą układu sznurów i dźwigni. Powstały już wyrzutnie czółenkowe, które w zmodyfikowanej formie zastosowane w krosnach mechanicznych przetrwały do późnych lat siedemdziesiątych XX wieku.
Warsztat tkacki, mimo zbudowania w 1786 roku krosna mechanicznego i późniejszej znacznej jego rozbudowy, nie został wycofany z użytku. Służył jeszcze wiele lat w rzemiośle, a dzisiaj chętnie wykorzystywany jest przez twórców ludowych i artystów do wykonywania tkanin dekoracyjnych i artystycznych.

## Odmiany
Warsztaty tkackie wykonywane były w dwóch wersjach: 

Poziomy warsztat tkacki - budowa

- poziomy warsztat tkacki – do produkcji tzw. tkanin metrażowych, tj. tkanin o znacznej długości. Warsztat taki ma następującą konstrukcję:
  1. drewniany szkielet w kształcie prostopadłościanu
  2. ławka dla tkacza.
  3. wałek osnowowy
  4. nitki osnowy
  5. przewał – belka lub wałek zmieniający kierunek biegu osnowy
  6. drążki rozdzielcze – rozdzielające nitki osnowy
  7. rama nicielnicy
  8. struna nicielnicowa
  9. czółenko
  10. przesmyk
  11. tkanina
  12. przedpiersień – belka zmieniająca kierunek biegu tkaniny
  13. bidło – możliwe są dwie konstrukcje: wiszące (rysunek) lub stojące (foto).
  14. ułożyskowanie bidła
  15. belka bidła
  16. podnóżki nicielnicowe
  17. wałek tkaninowy
  18. w niektórych konstrukcjach stosuje się jeszcze proste drewniane rozpinki naprężające tkaninę poprzecznie i pozwalające utrzymać stałą jej szerokość.
- pionowy warsztat tkacki – do wytwarzania głównie tkanin dekoracyjnych o ograniczonej długości, np. kilimów grzebyczkowych. Kilimy grzebyczkowe to nazwa tkanin dekoracyjnych wykonywanych taką samą techniką jak gobeliny. Często te dwie nazwy stosowane są zamiennie. Tkanie gobelinu przypomina malowanie obrazu, więc pionowy układ tkaniny ułatwia twórcy wykonywanie i obserwowanie efektów swojej pracy, dlatego artyści chętnie używają tego typu warsztatów.